# Abigail (band)
Abigail is een Japanse black- en thrashmetalband opgericht in 1992. Het trio noemt zichzelf de meest boosaardige muziekgroep van Japan. Een jaar na de oprichting verlieten Yasunori en Youhei de band, maar in 1995 kwamen ze weer terug. In 2002 toerden de drie door de Verenigde Staten.

## Discografie
- 1997 - Intercourse and Lust
- 2002 - Welcome All Hell Fuckers
- 2003 - Forever Street Metal Bitch
- 2004 - Fucking Louder than Hell
- 2005 - Alive in Italy